# 25 Lyncis
25 Lyncis är en orange jätte i stjärnbilden Lodjuret.
25 Lyncis har visuell magnitud +6,25 och är knappt synlig för blotta ögat vid mycket god seeing. Den befinner sig på ett avstånd av ungefär 805 ljusår.